# Helvella macropus
Helvella macropus es una especie de hongo de la familia Helvellaceae del orden Pezizales. Los ascocarpos se encuentran en verano y otoño en bosques, normalmente (aunque no exclusivamente) asociados con árboles de hoja ancha. El estípite es delgado y mide hasta 5 centímetros de alto, sostiene una píleo en forma de copa. Todo el cuerpo fructífero es de color gris pálido o marrón, el interior (himenio) normalmente es más oscuro. Es incomestible.

## Distribución
Esta especie tiene una amplia distribución en el hemisferio norte, siendo registrado en Europa, América del Norte y Central y también en China, y Japón.